# That Mothers Might Live
That Mothers Might Live – amerykański film krótkometrażowy z 1938 roku w reżyserii Freda Zinnemanna. Podczas 11. ceremonii wręczenia Oscarów w 1939 roku zdobył statuetkę w kategorii Najlepszy Krótkometrażowy Film na Jednej Rolce.